# WASP-1
WASP-1 — збагачена вмістом металів зоря з видимою зоряною величиною 12m, що розташована приблизно на відстані 1240 світлових років від Землі у напрямку сузір'я Андромеди. Ця зоря є жовто-білим карликом спектрального класу F, що все ще знаходиться на Головній Послідовності. За розмірами та масою вона лише трохи більша за наше Сонце.

## Планетарна система
Ця зоря має одну екзопланету WASP-1b, яку було відкрито в процесі виконання проекту СуперWASP у 2006 році застосовуючи метод транзиту..
| Планета (по порядку віддалення від зорі) | Маса          | Радіус | Велика піввісь (а.о.) | Орбітальний період (діб) | Нахил орбіти (°) | Ексцентриситет орбіти | Кіл-ть супутників |
| ---------------------------------------- | ------------- | ------ | --------------------- | ------------------------ | ---------------- | --------------------- | ----------------- |
| WASP-1b                                  | 0.89 ± 0.2 MJ | ?      | 0.0382 ± 0.0013       | 2.51997 ± 0.00016        | ?                | 0(вважається)         | ?                 |

## Див.також
- WASP-2
- СуперWASP
- Перелік екзопланет

Координати:  00г 20м 40с, +31° 59′ 24″